# Liste der Bischöfe von Saint-Jean-de-Maurienne
Die folgenden Personen waren Bischöfe des Bistums Saint-Jean-de-Maurienne (Frankreich):
- 579: Heiliger Felmase
- 581–602: Heiliger Æconius (Hiconius)
- 650: Leporius
- 725: Walchinus
- um 736 bis 738: Heiliger Emilianus
- 773: Vitgarius
- 837: Mainard
- 855: Joseph
- 858: Abbo
- 876: Adalbert
- 899: Wilhelm I.
- um 915 Benedikt
- 916–926: Heiliger Odilard oder Edolard
- 994–1025: Evrard
- um 1032–1060: Thibaud
- 1060–1073: Brochard
- 1075–1081: Artaud
- 1081–1116: Conon
- 1116–1124: Amédée de Faucigny
- 1124–1132: Conon II.
- 1132–1134: Heiliger Airald, Ayrald I. oder Ayrold
- 1134–1146: Ayrald II.
- 1146–1158: Bernard I.
- 1158: Ayrald III.
- 1162–1176: Guillaume II.
- 1177: Peter
- 1177–1198: Lambert
- 1198–1200: Allevard
- 1200–1211: Bernard II.
- 1215 Amadeus von Genf
- 1215–1221 Ean
- 1221–1236 Aimar de Bernin
- 1236–1256: Amadeus von Savoyen († 1268), Sohn von Thomas I. von Savoyen
- 1256–1261: Pierre de Morestel
- 1261–1269: Anselm I. de Clermont († 1269)
- 1269–1273: Pierre de Guelis
- 1273–1301: Aymon I. de Miolans
- 1302: Ayrald IV.
- 1302–1308: Amblard d’Entremont (de Beaumont)
- 1308–1334: Aymon II. de Miolans d’Hurtières
- 1335–1349: Anselme II. de Clermont († 1349)
- 1349–1376: Amadeus von Savoyen-Achaia (auch Bischof von Maurienne und Lausanne)
- 1376–1380: Jean Malabaila
- 1380–1385: Henry de Severy
- 1385–1410: Savin de Floran
- 1410–1422: Amédée de Montmayeur
- 1422–1432: Aimon Gerbais
- 1433–1441: Oger Moriset
- 1441–1451: Kardinal Louis de La Palud
- 1451–1452: Kardinal Juan de Segovia
- 1452–1483: Kardinal Guillaume d’Estouteville (auch Bischof von Angers, Lodève, Ostia, Porto und Erzbischof von Rouen)
- 1483–1499: Etienne de Morel (auch Abt von Ambronay)
- 1499–1532: Kardinal Louis II. de Gorrevod de Challand
- 1532–1544: Louis III. de Gorrevord
- 1544–1559: Kardinal Jérôme Recanati Capodiferro oder Testaferrata (auch Bischof von Nizza)
- 1560–1563: Brandolesius de Trottis
- 1563–1567: Kardinal Hippolyte d’Este
- 1567–1591: Pierre de Lambert
- 1591–1618: Philibert Milliet de Faverges
- 1618–1636: Charles Bobba
- 1640–1656: Paul Milliet de Challes
- 1656–1686: Hercule Berzzeti
- 1686–1736/41: François-Hyacinthe Valpergue de Masin
- 1741–1756: Ignace-Dominique Grisella de Rosignan
- 1756–1778: Kardinal Charles-Joseph Filippa
- 1780–1793: Charles-Joseph Compans de Brichanteau
- 1802–1805: René des Monstiers de Mérinville (auch Bischof von Chambéry und Genf)
- 1805–1823: Irénée-Yves De Solle (auch Bischof von Chambéry und Genf)
- 1825–1840: Kardinal Alexis Billiet (auch Erzbischof von Chambéry)
- 1840–1876: François-Marie Vibet
- 1876–1906: Michel Rosset
- 1906–1924: Adrien Alexis Fodéré
- 1924–1946: Auguste Grumel
- 1946–1954: Frédéric Duc
- 1954–1956: Louis Ferrand (auch Koadjutorerzbischof von Tours)
- 1956–1960: Joël-André-Jean-Marie Bellec (auch Bischof von Perpignan-Elne)
- 1961–1966: André-Georges Bontems (auch Erzbischof von Chambéry)

Fortsetzung unter Erzbistum Chambéry